# Xenonauts
Xenonauts ist ein rundenbasiertes Strategiespiel des unabhängigen Spielentwicklers Goldhawk Interactive, welches maßgeblich durch das Spiel UFO: Enemy Unknown (1994) inspiriert wurde. Der Spieler übernimmt die Kontrolle über eine Geheimorganisation mit dem Namen Xenonauts, deren Ziel es ist eine Invasion der Erde durch Aliens zu verhindern. Das Spiel wurde im Juni 2014 für Microsoft Windows erstveröffentlicht.
Derzeit entsteht eine Fortsetzung mit dem Titel Xenonauts 2, welche wie der erste Teil über die Plattform Kickstarter finanziert wurde.

## Rezeption
Xenonauts erhielt gemäß Metacritic vorwiegend gute Bewertungen (77/100 Punkten), basierend auf 21 Kritiken.